# María de la Pasión Tarallo
Maria Grazia Tarallo (Nápoles, 23 de septiembre de 1866—San Giorgio a Cremano, 27 de julio de 1912), más conocida por su nombre religioso María de la Pasión, fue una religiosa y mística católica italiana, de las Hermanas Crucificadas Adoratrices de la Eucaristía. Es venerada como beata en la Iglesia católica, cuya memoria recuerda el 27 de julio.

## Biografía
Maria Grazia Tarallo nació el 23 de septiembre de 1866, en el barrio napolitano de Barra (Italia), cuando todavía era un municipio autónomo. Sus padres fueron Leopoldo Tarallo y Concetta Borrietlo, familia obrera y cristiana. Sus estudios primarios los realizó, primero en una escuela privada y luego en el Instituto de las Hermanas Estigmatinas. A los 22 años de edad, fue obligada por su padre a contraer matrimonio con Raffaele Aruta, un hombre agnóstico alejado de todo lo que para ella significaba una vida cristiana. Con todo, ella logró convertir a su marido, y al poco tiempo, este murió. Siendo viuda pidió el ingreso al monasterio de las Hermanas Crucificadas Adoratrices de la Eucaristía. Fue recibida por la misma fundadora del instituto Maria Pia Notari. El día de su profesión religiosa tomó el nombre de María de la Pasión.
Como religiosa, María de la Pasión se caracterizó por su devoción a la Pasión de Cristo, a la Eucaristía y a la Virgen de los Dolores. Según sus biógrafos, fue objeto de numerosas experiencias místicas que la llevaron a manifestar en su propia carne los sufrimientos de Cristo. Los últimos días de su vida se alimentó solo de la Eucaristía. Murió en la comunidad de San Giorgio a Cremano el 27 de julio de 1912.

## Culto
Debido a sus experiencias místicas y al ejemplo de vida que significó para la comunidad y para quienes la conocieron, sus hermanas de congregación introdujeron el proceso informativo en pro a su beatificación en 1913. El papa Juan Pablo II la declaró venerable el 19 de abril de 2004.
Luego de haber firmado un decreto de milagro, atribuido a su intercesión, el papa Benedicto XVI la beatificó el 14 de mayo de 2006. La ceremonia de beatificación fue presidida por el cardenal José Saraiva Martins, prefecto de la Congregación para las Causas de los Santos, en la catedral de Nápoles. Su cuerpo se venera en la iglesia de la Casa Madre de la Congregación de Hermanas Crucificadas de la Eucaristía y su fiesta se celebra el 27 de julio.